# KBO 홀드상
KBO 홀드상은 연말 KBO 리그 시상식에서 해당 연도 정규 리그의 홀드 1위에게 수여하는 상이다. 2000년 시즌에 홀드를 공식적인 기록으로 인정한 직후 당해부터 타이틀 수상을 시작하였다. 기존 명칭은 한국프로야구 최다홀드상이었으나 KBO의 브랜드 아이덴디티 통합 작업에 따라 2015년 시즌부터 "KBO 홀드상"이라는 새로운 명칭을 사용하게 되었다.

## 연도별 수상자
| 연도   | 이름   | 소속          | 홀드 | 비고                                       |
| ------ | ------ | ------------- | ---- | ------------------------------------------ |
| 2000년 | 조웅천 | 현대 유니콘스 | 16   |                                            |
| 2001년 | 차명주 | 두산 베어스   | 18   |                                            |
| 2002년 | 차명주 | 두산 베어스   | 17   |                                            |
| 2003년 | 차명주 | 두산 베어스   | 16   |                                            |
| 2003년 | 이상열 | 현대 유니콘스 | 16   |                                            |
| 2004년 | 임경완 | 롯데 자이언츠 | 22   | 단일 시즌 최초 20홀드                      |
| 2005년 | 이재우 | 두산 베어스   | 28   |                                            |
| 2006년 | 권오준 | 삼성 라이온즈 | 32   | 단일 시즌 최초 30홀드                      |
| 2007년 | 류택현 | LG 트윈스     | 23   |                                            |
| 2008년 | 정우람 | SK 와이번스   | 25   |                                            |
| 2009년 | 권혁   | 삼성 라이온즈 | 21   |                                            |
| 2010년 | 정재훈 | 두산 베어스   | 23   |                                            |
| 2011년 | 정우람 | SK 와이번스   | 25   |                                            |
| 2012년 | 박희수 | SK 와이번스   | 34   |                                            |
| 2013년 | 한현희 | 넥센 히어로즈 | 27   |                                            |
| 2014년 | 한현희 | 넥센 히어로즈 | 31   |                                            |
| 2015년 | 안지만 | 삼성 라이온즈 | 37   |                                            |
| 2016년 | 이보근 | 넥센 히어로즈 | 25   |                                            |
| 2017년 | 진해수 | LG 트윈스     | 24   |                                            |
| 2018년 | 오현택 | 롯데 자이언츠 | 25   |                                            |
| 2019년 | 김상수 | 키움 히어로즈 | 40   | 단일 시즌 최초 40홀드, 단일 시즌 최다 홀드 |
| 2020년 | 주권   | kt 위즈       | 31   |                                            |
| 2021년 | 장현식 | KIA 타이거즈  | 34   |                                            |
| 2022년 | 정우영 | LG 트윈스     | 35   |                                            |
| 2023년 | 박영현 | kt 위즈       | 32   |                                            |
| 2024년 | 노경은 | SSG 랜더스    | 38   | 최고령 홀드상                              |